# Wielki kaprys fantastyczny
Wielki kaprys fantastyczny (fr. Grand caprice fantastique sur un theme original) – kaprys na skrzypce i fortepian, jeden z pierwszych utworów Henryka Wieniawskiego i jednocześnie pierwsze opublikowane opus autora. Został napisany w 1846, kiedy Wieniawski miał 11 lat.
Utwór wykorzystuje środki wyrazu, w których dostrzegalny jest wpływ Niccolò Paganiniego. Artysta dążył w tym okresie do osiągnięcia feerycznego dźwięku. Starannie napisane dzieło poświęcone jest Lambertowi Massartowi (nauczycielowi). Wieniawski zbudował utwór według typowego dla tamtych czasów schematu wirtuozowskiego dla solisty. Dążenie do odświętności widoczne jest w zastosowaniu jasnej tonacji E-dur. 
Utwór otwiera patetyczna introdukcja orkiestry, która stwarza teatralny nastrój. Partia solowa introdukcji skupia w sobie dalszą treść dzieła: pełnobrzmiące akordy i feeryczne pasaże przypominające niektóre utwory Paganiniego (np. I Koncert skrzypcowy). Ośrodkiem introdukcji jest pasaż podwójnego staccato, w którym wyraża się wirtuozostwo młodego jeszcze wówczas skrzypka. Po zakończeniu tej części następuje nieco eligijny temat o spokojnym, śpiewnym charakterze (autor podkreślił, że należy go wykonać na strunie d, która ma miękki i przytłumiony dźwięk). Narodowy charakter tej części nadają kadencje z elementami poloneza. Trzecia z wariacji jest połączeniem krótkich, czterodźwiękowych akordów i mistrzowskiej odbitki, co zbliża autora do niektórych kaprysów Paganiniego. Wariacja ostatnia o śpiewnym charakterze wykorzystuje nasyconą barwę dźwięku struny. W błyskotliwym finale przejawiają się nuty taneczne. Zawarto tu reminiscencje z introdukcji, ale też inne wirtuozowskie elementy, takie jak przejścia rozłożonymi, zmniejszonymi akordami sekstowymi, wzloty pasaży, czy dynamicznie narastające w końcowej fazie tryle. W fakturze finału czytelne są cechy późniejszych, dojrzałych koncertów skrzypcowych Henryka Wieniawskiego. 
Utwór doczekał się pochwał w środowisku muzycznym zarówno Paryża, jak i Petersburga.